# Dagoberto Moll
Dagoberto Moll – urugwajski piłkarz, napastnik.
Jako piłkarz klubu Miramar Misiones wziął udział w turnieju Copa América 1949, gdzie Urugwaj zajął szóste miejsce. Moll zagrał w sześciu meczach – z Ekwadorem (wszedł za Nelsona Moreno), Boliwią (wszedł za Nelsona Moreno i zdobył bramkę), Kolumbią (wszedł za Nelson Moreno), Brazylią (wszedł za Ernesto Bentancoura), Peru (wszedł za Nelsona Moreno i zdobył bramkę) i Chile (zmienił go Nelson Moreno).
W reprezentacji Urugwaju Moll grał tylko w 1949 roku podczas turnieju Copa América – rozegrał w niej łącznie 6 meczów i zdobył 2 bramki.